# مجرای زهاری
مجرای زِهاری یا کانال پودندال/پادندال (انگلیسی: Pudendal canal)که بنام مجرای الکاک/آلکوک (Alcock canal) نیز شناخته می‌شود دربردارندهٔ سرخرگ و سیاهرگ زهاری درونی و عصب زهاری است و در رویهٔ لگنی ماهیچه سدادی درونی (ابتراتور اینترنوس) قرار داشته و توسط نیام (فاسیای) آن پوشیده می‌شود.